# Moptop
Moptop é uma banda de indie rock brasileira formada em 2004 no Rio de Janeiro por Gabriel Marques (voz e guitarra), Rodrigo Curi (guitarra), Daniel Campos (baixo) e Mário Mamede (bateria), a banda se tornou um dos nomes mais influentes da cena indie brasileira dos anos 2000, com influências de grupos como The Strokes, Franz Ferdinand, The Killers. Após um hiato de 15 anos, o grupo surpreendeu os fãs com um retorno em 2025.

## História e Discografia
O nome "Moptop" é uma homenagem ao corte de cabelo popularizado pelos The Beatles. A banda se formou em 2004, a partir de ex-membros da banda DeLux. 

### 2005-2007: Primeiras Demos e Álbum de Estreia "Moptop"
Em 2005, a banda lançou sua primeira demo, Moonrock, conseguiu bastante sucesso e participou de vários festivais de música independente do país. Além do Claro Que é Rock, estiveram no Coca-Cola Vibezone, Bananada, MADA e o Humaitá pra Peixe. 
Em 2006, com seu nome consagrado no Brasil inteiro e ter aberto para bandas como Oasis, Interpol, The Magic Numbers e The Bravery, a banda assina com a gravadora Universal Music e começa a aparecer mais ainda para o grande público, como várias aparições na MTV e o sucesso O Rock Acabou tocando na rádio. Em outubro do mesmo ano, é lançado o primeiro álbum do grupo, o homônimo Moptop, junto ao clipe de O Rock Acabou.
Em 2007, a banda participou da gravação do show MTV ao Vivo: 5 Bandas de Rock, ao lado das bandas Forfun, Fresno, Hateen e NX Zero. O show foi gravado nos dias 13 e 14 de fevereiro daquele ano no Via Funchal, em São Paulo e foi lançado em CD e DVD no dia 22 de maio do mesmo ano pela gravadora Arsenal Music, com a distribuição da Universal Music.
O segundo videoclipe da banda, Sempre Igual, foi lançado em agosto de 2007 após aparecer na trilha sonora de Malhação.

### 2008-2010: Como se Comportar
Depois de se isolar por um mês em estúdio doméstico na região serrana do Rio de Janeiro, a banda produziu seu segundo álbum, "Como Se Comportar", em 2008. Em entrevista, Rodrigo disse acreditar "que 'Como Se Comportar' é um disco mais bem resolvido". Ele complemento ainda dizendo estar "um pouco mais certeiros na questão dos timbres e na dinâmica dos arranjos" e se permitindo "explorar uma variedade maior de estilos musicais". O álbum teve produção de Paul Ralphes, responsável pelo Acústico MTV de várias bandas, como Kid Abelha, Cidade Negra e Engenheiros do Hawaii. Na avaliação do site Vírgula, o álbum abusa de experimentações e soa mais trabalhado: "as músicas de Gabriel Marques perderam um pouco da energia inconsequente que tinham no primeiro álbum, e ganharam em sonoridade e criatividade". 
Deste trabalho foram lançados três singles: Aonde Quer Chegar em 2008, Bom Par em 2009, e Contramão em 2010. 
Para divulgar o lançamento, a banda também lançou um site interativo, emulando amplificadores e equipamentos de som, além de ter mini-jogos.
A banda continuou a participar de festivais nacionais como a primeira edição do Deslucro Convida, além de abrir alguns shows da banda escocesa Franz Ferdinand, do Nasi, do Faith No More e do The Walkmen. Nessa época, o Moptop chegou a ser chamado de "banda de abertura oficial no Rio de Janeiro" em referência a vários shows de aberturas para bandas nacionais e internacionais.
O grupo chegou a comentar a intenção de lançar um EP com músicas em inglês em 2009 que já estaria em andamento, além de um terceiro álbum, mas os projetos não chegaram a ser lançados.

### Hiato e Retorno
O Moptop entrou em hiato em 2010, com os integrantes dedicando-se a outros projetos. Em entrevista, Gabriel Marques mencionou que o desgaste das turnês foi um dos motivos para a pausa. O baterista Mário Mamede chegou a lançar um projeto solo chamado Seashore Darkcave.
Em 2025, a banda surpreendeu o público ao anunciar seu retorno, com o lançamento do novo álbum Long Day e uma série de shows.

### 2025: Long Day
A banda carioca anunciou retorno 15 anos após ter sido desativada em 2010. A volta se daria com álbum intitulado Ghosts. O disco de fato chegou ao mercado fonográfico, em 6 de junho, mas se chama Long day.
“A banda decidiu explorar outros nomes que tinham mais a ver com a temática e as artes finais do álbum”, justificam Gabriel Marques (voz e guitarra), Rodrigo Curi (guitarra), Daniel Campos (baixo) e Mario Mamede (bateria) no texto promocional do álbum.
Mudou o título, mas o conteúdo do disco permaneceu inalterado. O álbum Long day alinha dez músicas inéditas compostas e cantadas em inglês.
Nesse repertório autoral, a banda versa sobre o enfrentamento de traumas (nas músicas Fear e Ghosts), a busca de sentido existencial (tema de Last time e One in a million) e as perdas irreparáveis (assunto de Tightrope).
Já músicas como Running e Falling falam da sensação de se estar em movimento contínuo, correndo ou mesmo tropeçando, em sintonia com a imagem da capa do álbum Long day. Na capa, vê-se rato preso em roda giratória, analogia para a correria insana e sem destino da vida cotidiana nos ansiosos tempos modernos.

## Integrantes
- Gabriel Marques: voz e guitarra
- Rodrigo Curi: guitarra
- Daniel Campos: baixo
- Mário Mamede: bateria

## Discografia

### Álbuns de estúdio
| Álbum             | Detalhes                                                                                     |
| ----------------- | -------------------------------------------------------------------------------------------- |
| Moptop            | - Lançamento: 25 de setembro de 2006 - Formatos: CD, download digital - Gravadora: Universal |
| Como se Comportar | - Lançamento: 13 de setembro de 2008 - Formatos: CD, download digital - Gravadora: Universal |
| Long Day          | - Lançamento: 06 de Junho de 2025 - Formatos: download digital - Gravadora: Independente     |

### Álbuns ao vivo
| Álbum                                                                | Detalhes                                                               |
| -------------------------------------------------------------------- | ---------------------------------------------------------------------- |
| MTV ao Vivo: 5 Bandas de Rock (com NX Zero, Fresno, Forfun e Hateen) | - Lançamento: 22 de maio de 2007 - Formatos: CD - Gravadora: Universal |

### EPs
| Álbum    | Detalhes                                                    |
| -------- | ----------------------------------------------------------- |
| Moonrock | - Lançamento: 2005 - Formatos: EP - Gravadora: Independente |

### Singles
| Título               | Ano  | Álbum             |
| -------------------- | ---- | ----------------- |
| "O Rock Acabou"      | 2006 | Moptop            |
| "Sempre Igual"       | 2007 | Moptop            |
| "Uma Chance"         | 2007 | Moptop            |
| "Aonde Quer Chegar?" | 2008 | Como se Comportar |
| "Bom Par"            | 2009 | Como se Comportar |
| "Contramão"          | 2010 | Como se Comportar |
| "Last Time"          | 2025 | Long Day          |

## Prêmios
O grupo também reúne alguns prêmios, entre eles o MTV VMB 2005 na categoria melhor website, o troféu de revelação carioca no Prêmio London Burning de Música Independente de 2004 e o troféu de revelação nacional 2005 segundo a revista Laboratório Pop. Moptop foi indicado ainda ao prêmio norte-americano SXSW como melhor site na categoria música, ao lado de nomes grandes, como Eminem e Arcade Fire.
Em 2007 foi indicado a prêmio revelação pelo Prêmio Multishow e pelo VMB da MTV Brasil.

## Ligações externa
- MySpace no Myspace
- «Fotolog»
- «Sessões Mtv»
- Primeira matéria na imprensa, no jornal O Globo